# Stélé

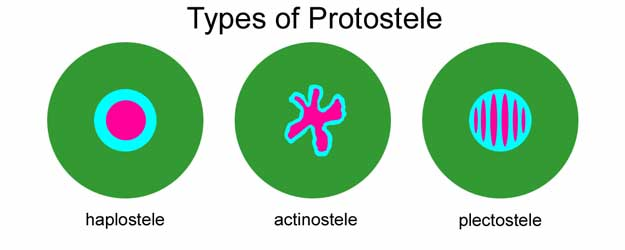
Typy protostélé

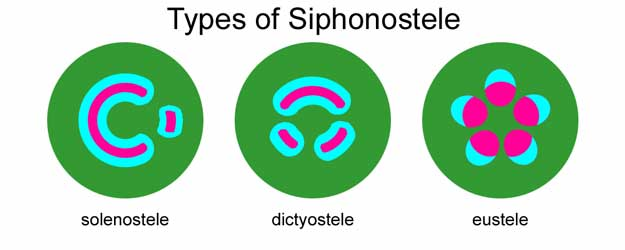
Typy sifonostélé

Stélé (čili centrální válec nebo centrální cylindr) je struktura uložená v centrální části kořene a stonku. Obsahuje vodivá pletiva (tzv. cévní svazky), ale i různá základní pletiva (jako je pericykl, dřeň, různý podpůrný parenchym).
Kolem stélé se nachází primární kůra, hranice je patrná zejména na příčném průřezu kořene, kde mezi primární kůrou a centrálním válcem leží endodermis.

## Evoluce
Podle tzv. stelární teorie se jednotlivé typy stélé vyvinuly z protostélé, tzn. dvou soustředných kruhů. Existovaly v podstatě tři směry, jimiž se mohla evoluce ubírat při vývoji těchto typů středních válců:
- dřeň vznikla v centru stélé vmezeřením základního pletiva mezi cévní svazky
- zmnožení počtu svazků vzájemně uspořádaných
- vznik více samostatných svazků

Stelární teorie říká, že existuje několik vývojových cest, jimiž se evoluce stélé ubírala:
1. Vývoj začíná u protostélé, pokračuje přes stelární protostélé, až k aktinostélé, kde je dřevní část uspořádána do kříže a po stranách je lýko. Poslední částí této vývojové větve je pseudostélé
2. Vývoj opět začíná u protostélé, které se ve vývoji mění v ektofloické sifonostélé, u kterého se uprostřed dřevní části vytváří dřeň. Vývoj pokračuje přes eustélé k typu ataktostélé, což jsou kolaterálně uzavřené svazky cévní, kdy směrem do středu nalézáme část dřevní a směrem ven část lýkovou.
3. Za začátek další vývojové větve považujeme opět protostélé, ze kterého se vytváří typ solenostélé, což je cévní svazek, kdy je dřevní část je uzavřena mezilýkem. Z tohoto typu se následně diferencuje polystelé.
4. Z ektofloického sifonostélé se vytváří typ cévního svazku tzv. arthrostélé
5. Ze stelárního protostélé se diferencuje plektostélé

## Typy

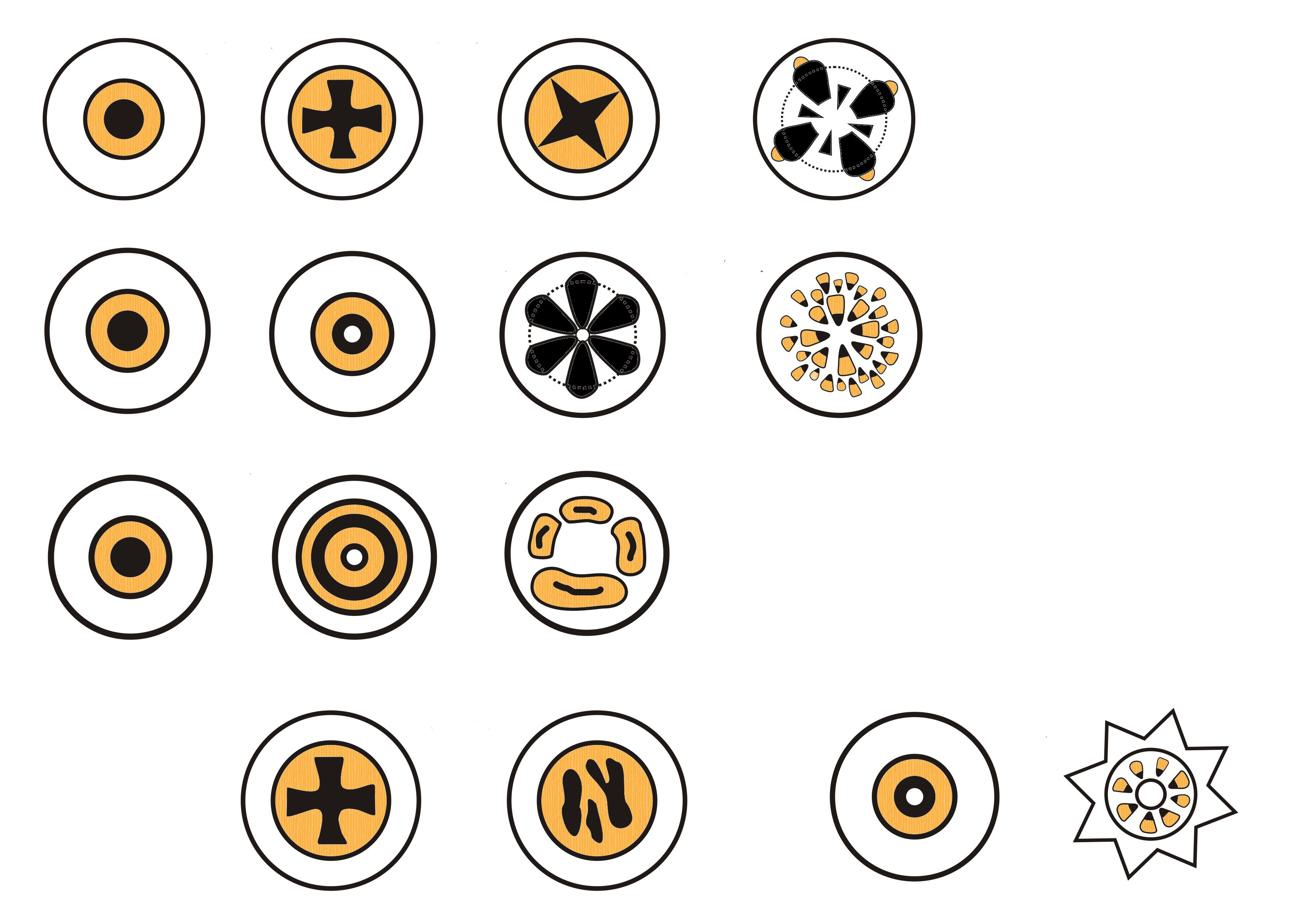
Typy stélé

- Protostélé – původem nejstarší typ dřevostředného cévního svazku, nalezneme jej u některých primitivních vymřelých druhů, ale i u některých současných kapradin a plavuní Rhyniophyta, kapradiny, Potamogeton, Elodea
- Aktinostélé – odvozený typ od protostélé, poněkud pokročilejší typ cévního svazku paprsčitého typu. Tento typ považujeme za pravděpodobného předchůdce později vyvinutých radiálních cévních svazků, kořeny semenných rostlin
- Pseudoeustélé – je to přeměněné aktinostélé v sekundárně tloustnoucích kořenech
- Plektostélé – odvozený typ od protostélé, ve válci lýka jsou roztroušené provazce dřeva Lycopodiophyta
- Ektofloické sifonostélé – odvozený typ od protostélé, u tohoto typu se vytvořil v centrální části válec dřeně (sifon), Osmunda
- Arthrostélé – odvozený typ od sifonostélé, do kruhu uspořádané uzavřené cévní svazky ve stoncích přesličekEquisetophyta
- Eustélé – odvozený typ od sifonostélé, souvislé válce lýka a dřeva se rozdělily radiálně procházejícími dřeňovými paprsky na větší počet cévních svazků kolaterálních, které jsou kruhovitě uspořádány nahosemenné a dvouděložné
- Ataktostélé – odvozený typ od eustélé, u tohoto typu se cévní svazky nepravidelně rozložily v parenchymu, nevyvíjí se zde kambium a rostliny tohoto typu tedy nemohou druhotně tloustnout jednoděložné, Peperoniaceae, Podophylaceae, některé Chenopodiaceae, Mirabilis
- Amfifloické sifonostélé (solenostélé) – odvozený typ od sifonostélé Adianthum, Dicksonia, Marsilia
- Polystélé – odvozeno od solenostélé, síť dřevostředných cévních svazků v oddencích kapradin